# Instituto Sueco de Meteorologia e Hidrologia
O Instituto Sueco de Meteorologia e Hidrologia (em sueco: Sveriges meteorologiska och hydrologiska institut – SMHI) é uma agência governamental sueca, subordinada ao Ministério do Ambiente e da Energia.
Está vocacionado para prover informações meteorológicas e de previsão do tempo, para vigiar os recursos hídricos e monitorizar as condições climáticas, servindo as pessoas, as autoridades e as empresas, e contribuindo para o planeamento social e para uma sociedade mais sustentável e segura.

A sede da agência está localizada na cidade de Norrköping, tendo filiais locais em Malmö, Gotemburgo, Estocolmo e Sundsvall.
Conta com 640 funcionários.